# Aisha Abd al-Rahman
Aisha Abd al-Rahman (en árabe: عائشة عبد الرحمن; Damieta, 18 de noviembre de 1913-El Cairo, 1 de diciembre de 1998) fue una escritora y profesora de literatura egipcia que publicaba con el seudónimo de Bint al-Shaṭiʾ (ببنت الشاطئ, «la niña de la orilla»).

## Vida y carrera
Nació el 18 de noviembre de 1913 en la ciudad egipcia de Damieta, en la gobernación homónima, donde su padre daba clases en un instituto religioso. Cuando tenía diez años, su madre, pese a ser analfabeta, la inscribió a una escuela mientras su padre estaba de viaje. Aunque su padre se opuso, la madre envió a Aisha a El Mansura para continuar con sus estudios. Posteriormente, Aisha estudió Árabe en la Universidad de El Cairo y consiguió su título de grado en 1939 y su maestría en 1941.
En 1942, Aisha comenzó a trabajar como inspectora de educación de literatura árabe para el Ministerio de Educación de Egipto. Consiguió su doctorado con honores en 1950 y se la nombró profesora de literatura árabe en la facultad de mujeres de la Universidad Ain Shams.
Escribió ficción y biografía de las primeras mujeres musulmanas, entre las que se incluían la madre, las esposas y las hijas del profeta Mahoma, así como se dedicó a la crítica literaria. Fue la segunda mujer de la era moderna en realizar una exégesis del Corán. No se consideraba una feminista, pero su obra refleja la creencia de que las autoras son más capaces que los hombres de analizar las historias de vida de mujeres, ya que ellos son «ignorantes del instinto femenino».
Se casó con Amin el-Khouli, su profesor en la Universidad de El Cairo durante sus estudios de grado. Donó todos sus libros para fines de investigación y en 1985 se construyó una estatua en su honor en El Cairo. Falleció el 1 de diciembre de 1998 de un infarto, a los 85 años.